# Elektra Luxx
Elektra Luxx (bra: Um Caso Complicado) é um filme norte-americano de comédia dramática escrito e dirigido por Sebastian Gutierrez, com Carla Gugino. O filme é uma sequencia para a comédia Ensemble, Women in Trouble. O filme estreou no Festival de Filmes South by Southwest de 2010, onde ele foi adquirido pela Sony Pictures e foi lançado para o resto do país em 11 de março de 2011.
Ele foi mostrado na TV do Reino Unido em 28 de fevereiro de 2011.

## Enredo
Grávida, estrela pornô Elektra Luxx está tentando ganhar a vida dando aulas de sexo para donas de casa. Mas sua vida é posta em desordem quando um comissário de bordo com laços com o seu passado aproxima-se dela por um favor. O caos se instala como noivas, investigadores privados, uma irmã gêmea e até mesmo a força da Virgem Maria a enfrentar uma série de decisões inesperadas e revelações em sua vida.
O filme termina com o trailer do filme de despedida de Elektra, a paródia Western spaghetti Even Reverse Cowgirls Get the Blues.

## Elenco
- Carla Gugino – Elektra Luxx / Celia a gêmea de Elektra
- Timothy Olyphant – Del
- Joseph Gordon-Levitt – Bert Rodriguez
- Malin Åkerman – Trixie
- Adrianne Palicki – Holly Rocket
- Emma Bell – Eleanore Linbrook
- Emmanuelle Chriqui – Bambi
- Marley Shelton – Cora
- Josh Brolin – Nick Chapel
- Kathleen Quinlan – Rebecca Linbrook
- Christine Lakin – Venus Azucar
- Melissa Ordway - Sabrina Capri
- Julianne Moore – Virgem Maria (aparição sem créditos)
- Rya Kihlstedt – Rita (não-creditado)
- Eric Stoltz – O noivo de Dolores Josephine (cena deletada) [2]

## Sequência
Sebastian Gutierrez está planejando um terceiro filme provisoriamente intitulado Women in Ecstasy, que contará com Carla Gugino, Adrianne Palicki, Emmanuelle Chriqui, Joseph Gordon-Levitt, e vários membros do elenco que retornam de Women in Trouble.